# Buslijn T (Haaglanden)
Buslijn T was een buslijn van HTM in de regio Haaglanden, in de Nederlandse provincie Zuid-Holland.

## Geschiedenis

### 1930-1955
- 15 september 1930: De eerste instelling van lijn T vond plaats op het traject Van Hogenhoucklaan/De Mildestraat - Wouwermanstraat. De lijnkleur was geel met zwarte letters.
- 1 juni 1931: Het eindpunt Van Hogenhoucklaan/De Mildestraat werd verlegd naar Van Alkemadelaan/Ruychrocklaan.
- 1 mei 1932: Het eindpunt Wouwermanstraat werd verlengd naar het Jonckbloetplein. Dit trajectdeel werd overgenomen van lijn K, die op dezelfde dag werd opgeheven.
- 11 augustus 1933: Het eindpunt Van Alkemadelaan/Ruychrocklaan werd verlegd naar Van Alkemadelaan/Waalsdorperweg.
- 4 januari 1936: Het eindpunt Jonckbloetplein werd verlegd naar Melis Stokelaan/Moerweg.
- 24 januari 1936: Het eindpunt Melis Stokelaan/Moerweg werd verlegd naar Melis Stokelaan/Beatrijsstraat.
- 15 oktober 1937: het eindpunt Melis Stokelaan/Beatrijsstraat werd verlegd naar Alberdingk Thijmstraat. Dit was een ruil met lijn R van de eindpunten in Spoorwijk/Morgenstond.
- 10 - 15 mei 1940: vanwege de Duitse inval rijd lijn T niet.
- Vanaf 1943 is bus T de enige HTM-buslijn die nog rijd.  De rest is opgeheven wegens gebrek aan alles.
- 24 januari 1944: Lijn T werd vanwege oorlogsomstandigheden gesplitst in twee delen: lijn T¹ op het traject Van Alkemadelaan - Boschlaan/Benoordenhoutseweg (vestinglijn) en lijn T² op het traject Leidschestraatweg/Malieveld - Alberdingk Thijmstraat (stadslijn).[1]
- 5 september 1944: Lijn T werd als laatste HTM-buslijn opgeheven vanwege gebrek aan onderdelen en brandstof, veroorzaakt door oorlogsomstandigheden.
- 1 februari 1946: De dienst op lijn T werd hervat op het traject Waalsdorperweg/Oostduinlaan - Hollands Spoor. Het was de eerste HTM-buslijn na de oorlog.
- 31 oktober 1955: Lijn T werd opgeheven in het kader van de wijziging van alle Haagse buslijnnummers van letters in cijfers. Het traject werd overgenomen door lijn 29.